# Петька 4: День независимости
Петька 4: День независимости — компьютерная игра в жанре квеста, разработанная компанией Сатурн-плюс и выпущенная компанией Бука 9 октября 2003 года.
Петька 4 является продолжением игры «Петька 3: Возвращение Аляски» и четвёртой в серии. Игра разработана на том же движке, что и её предшественница, с небольшими изменениями (например, в интерфейсе). В этой игре впервые появляются 3D-ролики.

## Игровой процесс
Игра «Петька 4: День независимости» является двумерной графической приключенческой игрой от третьего лица. Как и в других квестах, игрок, по мере развития сюжета, должен исследовать игровое пространство, подбирать и использовать предметы, решать загадки, разговаривать с персонажами. Подобно предыдущим играм серии, всё игровое пространство разделено на сцены. На каждой сцене обычно присутствуют предметы и персонажи, с которыми герои могут взаимодействовать, а также переходы на соседние сцены. Курсор, наведённый на активную зону, показывает возможное действие героев («осмотреть», «идти», «действие», «поговорить»).
В игре есть три управляемых персонажа — Петька, Василий Иванович Чапаев и Анка. Игрок может сменять активного персонажа на другого, если он доступен для управления в данный момент игры. В зависимости от выбранного персонажа эффект от совершаемых игроком действий может различаться. Для управления используется метод point-and-click. У героев есть инвентарь для хранения предметов. Предметы из инвентаря можно применять на других предметах и персонажах локаций (в том числе и на самих героях), совмещать между собой, а также рассматривать и разбирать.

## Сюжет
После взрыва Гросс-бомбы в предыдущей части герои оказались на льдине. Плавая несколько дней в открытом океане, Петька намекает Василию Ивановичу на то, что кто-то их постоянно перекидывает из одной реальности в другую. В этот же момент герои снова исчезают и переносятся в 2050 год, в пепелац, летящий по курсу «Тунис — Москва — село Кукуево». В нём они узнают о том, что инопланетяне высадились в районе гадюкинского катаклизма и требуют себе всю Землю (что также массово обсуждается политологами, в том числе неким Вольфрамом Молибденовичем Железновским). Кроме этого, пришельцы объявили всё воздушное пространство закрытым, поэтому пепелац совершил незапланированную посадку в аэропорту «Шереметьево-13».
В аэропорту героям объявляют, что если они не купят гостевую визу, они будут депортированы обратно в Тунис. Чтобы решить эту проблему, Чапаев и его ординарец пробираются в Москвоград. В военкомате они обнаруживают людей, которые могли бы решить проблемы Петьки и ВИЧа с визой в обмен на то, чтобы герои прошли вместо них медкомиссию. Герои проходят медкомиссию, но попадают в дурдом из-за глупой фразы Петьки на приёме у главврача.
Из психбольницы ВИЧа и Петьку выручает потомок Анки (её имя тоже Анка). Герои узнают, что в больнице есть генетический детектор — единственное, что может подтвердить личность героев Гражданской войны. Выкрав ключ у директора, они проникают в комнату с генетическим детектором. Детектор показывает положительный результат, после чего появляется служба всепланетной безопасности в лице капитана Иванова и майора Петрова. Они рассказывают, что 500 лет назад, в 1550 году, Иван Грозный заключил договор с инопланетянами: инопланетяне помогают взять Казанское ханство, а царь даёт им всё, что они пожелают. Но в договоре царской рукой было написано, что инопланетяне могут потребовать долг не раньше чем через 500 лет, «поелику к тому времени найдётся способ долги им не отдавать, и казну не тревожить». Теперь, в 2050 году, они требуют себе всю Землю. Героев отправляют в район боевых действий — Гадюкинский катаклизм.
В Гадюкино Петька и Чапаев разоблачают начальника штаба (который оказывается работающим под прикрытием инопланетянином) а затем выкрадывают бластер и при помощи клонов Петек, созданных машиной клонирования, снимают защитное поле с вражеского летательного средства, тем самым позволив проникнуть внутрь. Они взлетают на летающей тарелке в космос и связываются с инопланетной базой, но на сей раз неудачную фразу произносит Чапаев, и их тарелку в результате сбивают.
По иронии судьбы, герои приземляются около той самой психушки, в которой находились некоторое время назад. При падении они проламывают стенку больницы, за которой находится палата «самого буйного психа, которого Митрич с электрошокером охраняет». Он рассказал, что уже долго изобретает машину времени. Герои, видя, что это их единственный шанс, отправляются назад на 500 лет. Они пытаются убедить Ивана Васильевича не подписывать этот договор, но тщетно. Чтобы убрать подпись царя на договоре, Петька и ВИЧ готовят невидимые чернила и корректируют договор.
Вернувшись в 2050 год, герои взлетают вновь и во время связи показывают инопланетянам договор без подписи Грозного. Инопланетяне посчитали, что здесь возникла какая-то ошибка, и позволили Петьке и Василию Ивановичу состыковаться с базой. После долгого выяснения инопланетяне объявили, что считают свои претензии к Земле необоснованными и готовы немедленно удалиться. Но, к несчастью, они не могут дать Петьке и Чапаеву летательное средство, чтобы улететь, и выбрасывают их в скафандрах на ближайшем к Земле астероиде.